# Obermelbecke
Obermelbecke ist ein Ortsteil der Stadt Lennestadt im Kreis Olpe in Nordrhein-Westfalen.

## Lage
Der Ortsteil Obermelbecke liegt im nördlichen Bereich der Stadt Lennestadt nordöstlich von Melbecke in direkter Nachbarschaft zur Gemeinde Finnentrop. Durch den Ort fließt die Melbecke, ein rechter Nebenfluss des Elspebaches. Östlich liegt der 508 m hohe Hemberg.

## Geschichte
Nach einer neueren Untersuchung der Ortsnamen des Kreises Olpe reichen Hinweise auf die Existenz des Ortes zurück bis in das 14. Jahrhundert, beispielhaft seien erwähnt: Ouren Melbyke (1369), Overn Melbeke (1454) und Christian von Overn Melmicke (im Schatzungsregister von 1543). Hinsichtlich der Deutung der Ortsbezeichnung gilt das für den Ort Melbecke erläuterte Ergebnis als „sandiger Bach“ oder „dunkler Bach“. Die vorangestellte Silbe „Ober-“ weist lediglich auf die Ortslage oberhalb von Melbecke hin
Ein Schatzungsregister aus dem Jahr 1543, welches der Erhebung von Steuern diente, gibt Anhaltspunkte für die damalige Größe des Ortes. Es werden für den Ort Melmicke (Melbecke und Obermelbecke zusammengefasst) insgesamt 10 Steuerpflichtige genannt, diese Zahl dürfte mit den damals vorhandenen Höfen bzw. Häusern übereingestimmt haben. Von den Steuerpflichtigen sind zwei dem Ort Obermelbecke zuzuordnen (Henrich zu Overn Melmicke und Christian von Overn Melmicke).
Ende Juni 2008 zählte Obermelbecke 12 Einwohner, sie werden in den letzten Jahren aus organisatorischen Gründen nicht mehr gesondert zugeordnet. Der kleine Ort ist landwirtschaftlich orientiert und liegt in einer hügeligen Umgebung.